# エレクトロ・ショック
エレクトロ・ショック（Electroshock、1970年4月22日 - ）は、メキシコのプロレスラー。コアウイラ州トレオン出身。
弟はチャーリー・マンソン、妻はレディ・アパッチェ。

## 来歴
若い頃、アーノルド・シュワルツェネッガーに憧れてボディービルを始める。
1992年2月2日にメキシコシティで行われたCMLLの「ピスタ・アレナ・レボルシオン」にてアルティメイタムのマスクマンでデビュー。
1997年、AAAに移籍。4月からリングネームをスキゾフレニア、そして9月から現在使用しているリングネーム、エレクトロ・ショックへと変更。そしてロス・バイパースにメンバー入りし、ルードへと転向。
1998年9月、チェスマンにコントラ・マッチに破れ坊主になる。
1999年5月、アビスモ・ネグロとタッグを組んでペロ・アグアヨ & ペロ・アグアヨ・ジュニア組を破りナショナルタッグを奪取。
2000年、みちのくプロレスの「みちのくふたり旅’00」に出場するためペンタゴンとともに初来日し、参戦。トーナメント決勝でグラン浜田 & タイガーマスクと対戦するが敗戦し、準優勝となる。5月にはAAAに戻り、ハトール & ザ・パンテルから勝利し、メキシカンナショナルタッグ王座を奪取。
2001年6月、ヘビー・メタルから勝利し、UWA世界ライト級を奪取。同月にはエクトール・ガルサから勝利し、メキシカンナショナルライトヘビー級王座を奪取。
2003年6月、妻のレディ・アパッチェとタッグを組んでグラン・アパッチェ & ファビー・アパッチェ、エル・ブラソ & マーサ・ビラボロス、チェスマン & ティファニーから勝利し、初代AAA世界混合タッグ王座を戴冠。そしてコナンがリーダーを務めるヒールユニット、「ラ・レギオン・エストゥランヘーロ」に加入。
2009年、レイ・デ・レイエス優勝。6月にはドクトル･ワグナー･ジュニア率いる「ロス・ワグナーマニアコス」にメンバー入り。
2010年、ワグナー・ジュニア離脱後、「ロス・マニアコス」へとユニット名を変更。3月にエル・メシアス、ミスター・アンダーソンとの3wayマッチに勝利しAAA世界ヘビー級王座を奪取。6月にワグナー･ジュニアに敗れ防衛に失敗。11月にはテクニコに転向した。

## 戦績
| 総合格闘技 戦績 | 総合格闘技 戦績 | 総合格闘技 戦績 | 総合格闘技 戦績 | 総合格闘技 戦績 | 総合格闘技 戦績 | 総合格闘技 戦績 |
| --------------- | --------------- | --------------- | --------------- | --------------- | --------------- | --------------- |
| 9 試合          | (T)KO           | 一本            | 判定            | その他          | 引き分け        | 無効試合        |
| 4 勝            | 0               | 4               | 0               | 0               | 0               | 0               |
| 5 敗            | 2               | 3               | 0               | 0               | 0               | 0               |

| 勝敗 | 対戦相手 | 試合結果               | 大会名                           | 開催年月日   |
| ×    | 佐藤光留 | 2R 0:57 ヒールホールド | DEEP 9th IMPACT in KORAKUEN HALL | 2003年5月5日 |

## 得意技
ダイヤモンド・カッター
エレクトロ・ロック
アブドミナル・ストレッチの体勢からフィギュア・フォー・
レッグロックへと移行する。

## 獲得タイトル
AAA
- AAAメガ王座
- メキシコナショナルタッグ王座 ： 2回

w / アビスモ・ネグロ
w / チェスマン
- UWA世界ライトヘビー級王座
- メキシコナショナルライトヘビー級王座
- AAA世界混合タッグ王座

w / レディ・アパッチェ
- レイ・デ・レイエス